# Aranščina
Aranščina je eden od avtohtonih jezikov v Španiji. Je narečje gaskonjščine, ki je hkrati narečje oksitanskega jezika. Aranščina je torej indoevropskega, zahodnoromanskega izvora. Govori se v Aranski dolini (»La Val d'Aran«) (Aranska dolina) na severozahodu avtonomne pokrajine Katalonije. Aranščina ima danes med 4.000 in 5.000 govorcev. Leta 1990 je aranščina postala tretji uradni jezik celotne Katalonije (poleg katalonščine in kastiljščine). Okoli 90 % prebivalcev Aranske doline ta jezik razume, okoli 65 % ga govori.